# Вярник, Андрус
Андрус Вярник (эст. Andrus Värnik; род. 27 сентября 1977, Антсла, Вырумаа) — эстонский метатель копья, чемпион мира 2005 года, участник двух летних Олимпийских игр (2000, 2004).

## Биография
Дебютировал на международной арене в 1996 году на чемпионате мира среди юниоров в Сиднее, где выступил неудачно и не прошёл в финал. Первым крупным его достижением стала серебряная медаль чемпионата мира 2003 года в Париже. В 2005 году он победил на чемпионате мира в Хельсинки. После этого его результаты стали ухудшаться, и он фактически завершил карьеру в 2011 году.
После окончания спортивной карьеры благосостояние Андруса стало ухудшаться. В 2009 году он выставил на продажу свою недостроенную виллу в деревне Тянассильма. 16 января 2010 Варник был пойман в состоянии алкогольного опьянения за рулем своего автомобиля в Таллине. Он был лишён водительских прав на 4 месяца и оштрафован на 12000 крон. В 2012 году переехал в квартиру родителей в Таллине. В 2014 году Андрус был обвинён в избиении женщины. Позже получив условный срок, был принудительно подвергнут лечению от алкогольной зависимости. В 2015 году после лечения и длительного перерыва Андрус сделал показательное выступление на молодежном турнире в Таллине.

## Основные результаты
| Год  | Соревнования                                       | Место проведения     | Место  | Результат |
| ---- | -------------------------------------------------- | -------------------- | ------ | --------- |
| 1996 | Чемпионат мира по лёгкой атлетике среди юниоров    | Сидней, Австралия    | 23 (q) | 56,94 м   |
| 1999 | Чемпионат Европы по лёгкой атлетике среди молодёжи | Гётеборг, Швеция     | 14     | 63,04 м   |
| 2000 | Летние Олимпийские игры                            | Сидней, Австралия    | 15     | 81,34 м   |
| 2002 | Чемпионат Европы по лёгкой атлетике                | Мюнхен, Германия     | 21     | 75,66 м   |
| 2003 | Чемпионат мира по лёгкой атлетике                  | Париж, Франция       | 2      | 85,17 м   |
| 2003 | Всемирный легкоатлетический финал                  | Монте-Карло, Монако  | 5      | 80,43 м   |
| 2004 | Летние Олимпийские игры                            | Афины, Греция        | 6      | 83,25 м   |
| 2004 | Всемирный легкоатлетический финал                  | Монте-Карло, Монако  | 7      | 76,65 м   |
| 2005 | Чемпионат мира по лёгкой атлетике                  | Хельсинки, Финляндия | 1      | 87,17 м   |
| 2005 | Всемирный легкоатлетический финал                  | Монте-Карло, Монако  | 8      | 76,11 м   |
| 2007 | Чемпионат мира по лёгкой атлетике                  | Осака, Япония        | 24 (q) | 75,96 м   |
| 2009 | Чемпионат мира по лёгкой атлетике                  | Берлин, Германия     | —      | DNS       |